# هادی سهرابی
هادی سهرابی (زاده خمام) بازیکن سابق تیم‌های باشگاه فوتبال شهرداری خمام - پگاه گیلان - فجر گیلان - - نساجی مازندران است. اصلیت وی از شهر خمام است ولی به خاطر پیشرفت در زندگی، پدر وی (مرحوم حسن سهرابی) به همراه خانواده اش بعد از حدود۶۰ سال سکونت در خمام از آنجا به رشت عزیمت کردند(۲۰ سالگی هادی). هادی سهرابی دارای یک برادر به نام حمید و یک خواهر می‌باشد. وی کوچکترین عضو خانواده اش به حساب می‌آید. سهرابی در پست هافبک میانی و گاهی در پست مهاجم بازی می‌کند. او شروع بازی خود را از دوران کودکی زیر نظر مربیان خود، سید رضی مؤدب پور، مرحوم فرهاد نجاتی و محمد رمضانپور در آموزش فوتبال باشگاه شهرداری خمام آغاز کرد و به مرور با استعدادی که از خودش نشان داد از دوره نونهالی وارد ترکیب اصلی تیم باشگاه شهرداری خمام شد. اما این آخر کار نبود بلکه سکوی پرتابی برای این بازیکن پراستعداد بود. سهرابی بعد از چندین دوره مسابقات استانی با این تیم کم‌کم تصمیم به پیشرفت بیشتری کرد و در دوران جوانی به تیم فجر گیلان پیوست و طبق انتظاراتی که از او می‌رفت بازیهای خوبی در آن تیم از او دیده شد.
وی فوتبال خود را از تیم‌های پایهٔ باشگاه فوتبال شهرداری خمام آغاز کرد و سپس فوتبال حرفه‌ای را در تیم‌های پگاه گیلان، پیکان تهران و نساجی قائمشهر و داماش گیلان ادامه داد.
هادی سهرابی در سال ۲۰۰۹ میلادی به عضویت تیم ملی فوتبال امید ایران درآمد.
این هافبک قدرتی بعد از یک فصل بازی در نساجی دوباره به تیم داماش گیلان بازگشت چرا که از همین تیم توانسته بود خود را در فوتبال مطرح کند و در بیست سالگی در فینال جام حذفی ایران بازی کرد.

## افتخارات
- جام حذفی
- نایب قهرمانی در جام حذفی ۸۷-۸۶ به همراه تیم پگاه گیلان